# 豊橋市警察
豊橋市警察（とよはししけいさつ）は、かつて存在した愛知県豊橋市の自治体警察。

## 概要
従来の愛知県警察部が解体され、警察部に属していた旧豊橋警察署に代わって、1948年（昭和23年）3月7日に豊橋市域を管轄する豊橋市警察が設置された。
1954年（昭和29年）に新警察法が公布された。これにより国家地方警察と自治体警察は姿を消し、新たに都道府県警察として愛知県警察が発足。豊橋市警察も愛知県警察に統合。国家地方警察渥美地区警察署の管轄地の一部を含めたかたちで、愛知県豊橋警察署となった。

### 警察署
- 豊橋市警察署